# Theodore Roosevelts Jagdmesser von Tiffany & Co.

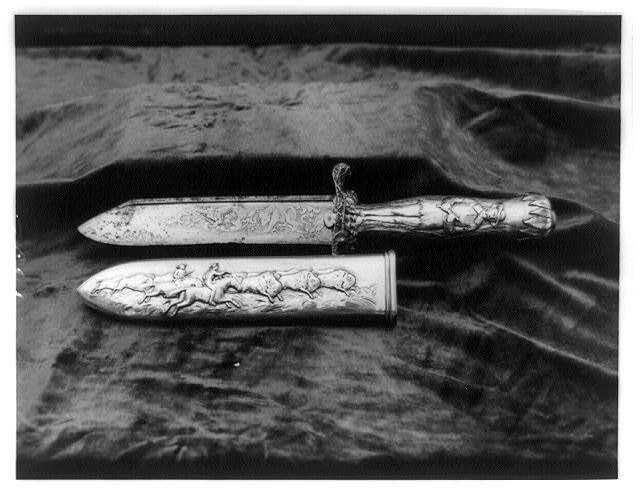
Theodore Roosevelts Jagdmesser von Tiffany & Co., linke Seite mit einseitig bearbeiteter Scheide

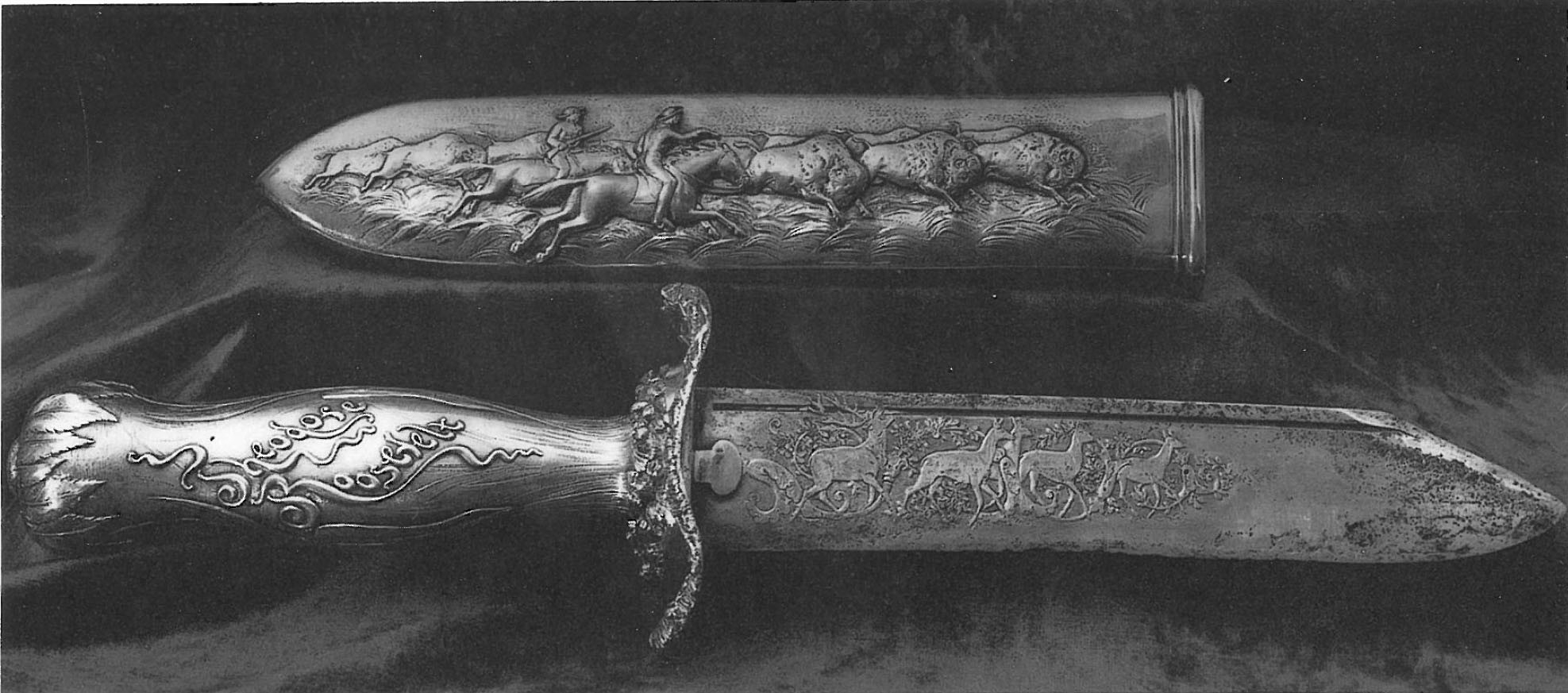
Rechte Seite der Klinge und Scheide

Theodore Roosevelts Jagdmesser von Tiffany & Co. ist ein 1884 von dem späteren US-Präsidenten Theodore Roosevelt in dem New Yorker Ladengeschäft Tiffany & Co. gekauftes Jagdmesser.

## Hintergrund

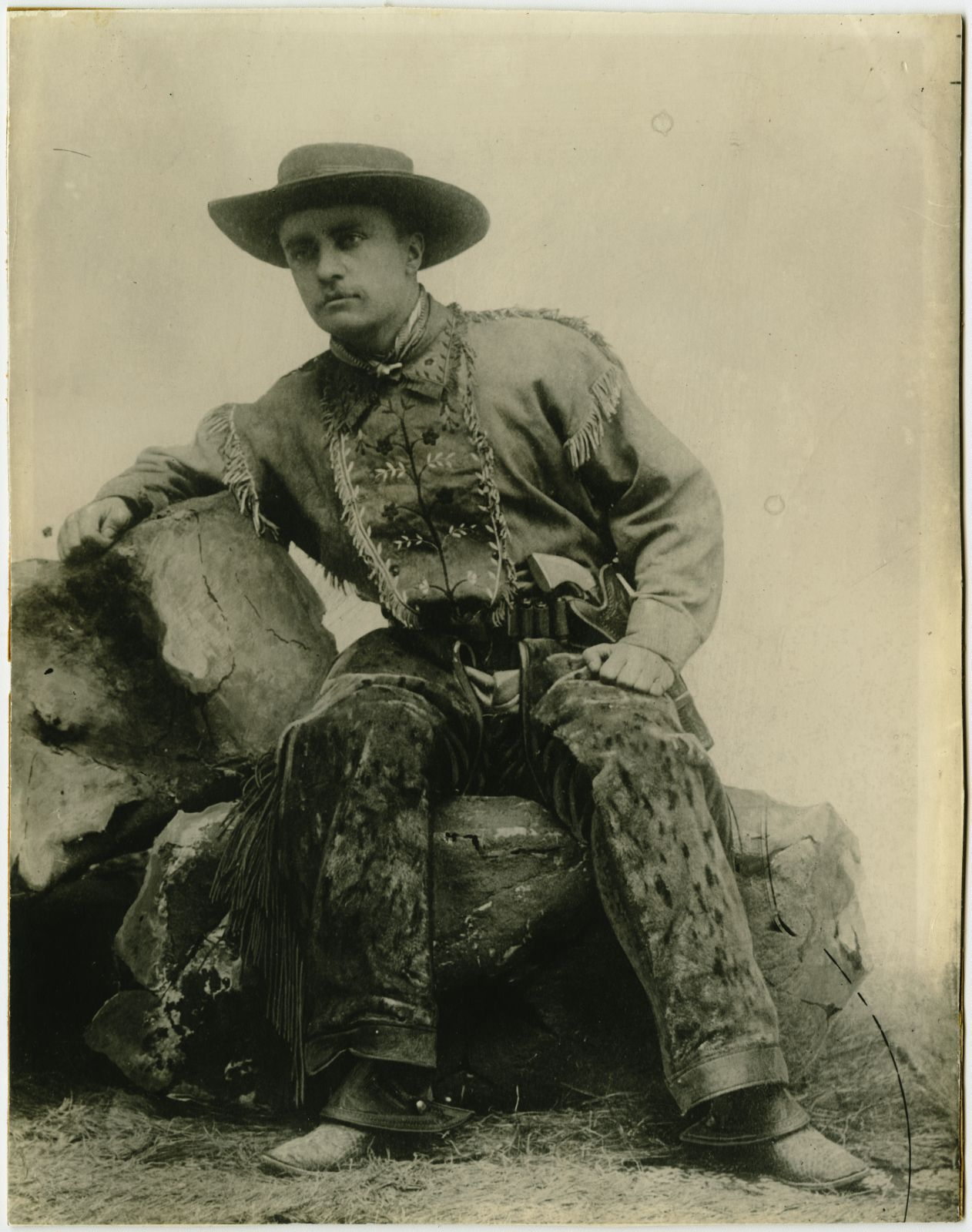
Roosevelt in Cowboy-Kleidung mit Revolver, Studioaufnahme, 1883

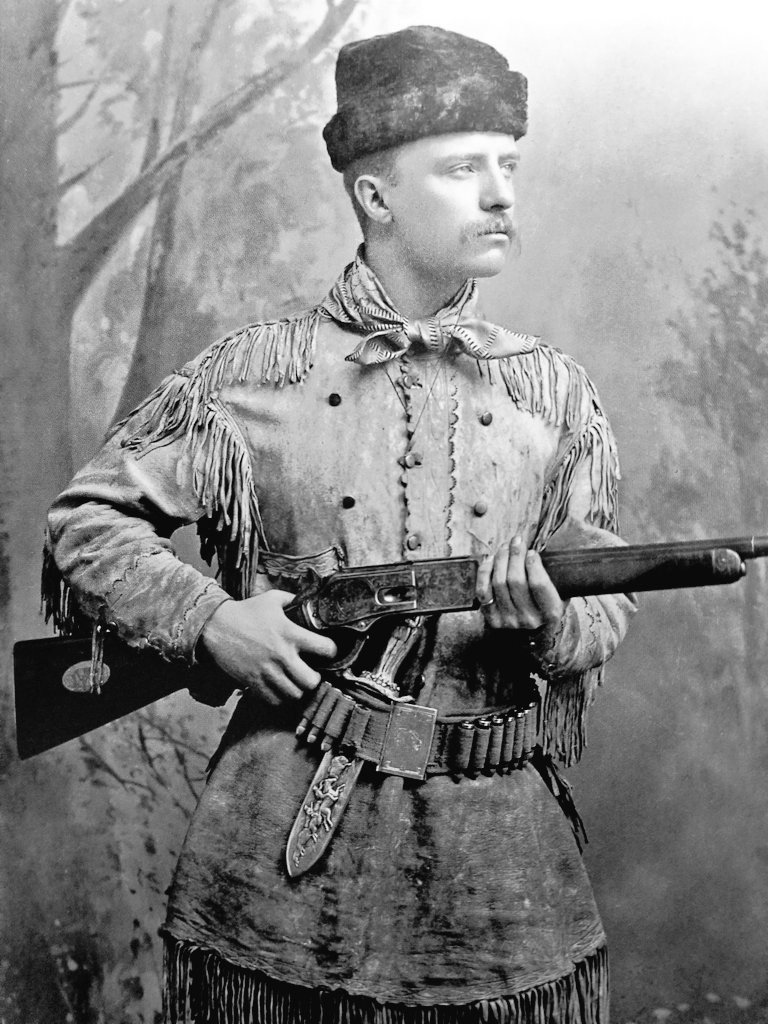
Roosevelt mit seinem Tiffany-Jagdmesser, Studioaufnahme von George Grantham Bain, 1885

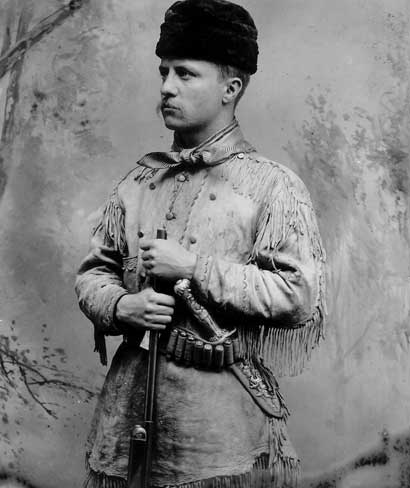
Andere Pose

Der in seiner Kindheit und als Jugendlicher kränkelnde und schwache Roosevelt hatte sich durch hartes körperliches Training eine gute Gesundheit erworben. Mit 23 Jahren wurde er 1881 als Abgeordneter in die New York State Assembly gewählt, der er bis 1884 angehörte. Mit seiner wenig männlichen Erscheinung, seiner piepsenden Stimme und seiner dandyhaften Kleidung wurde er zum Gespött seiner Abgeordnetenkollegen, die ihn als „Jane-Dandy“, „Punkin-Lily“ und „unser Oscar Wilde“ bezeichneten. Die New York World nannte ihn den „Häuptling der Dandys“. Der tief getroffene Roosevelt beschloss, an seinem Bild in der Öffentlichkeit zu arbeiten.
Nach dem Tod seiner ersten Ehefrau Alice und seiner Mutter am selben Februartag im Jahr 1884 verbrachte Roosevelt mehrere Jahre als Rancher im Dakota-Territorium, das er bereits 1883 zur Jagd aufgesucht hatte. Während dieser Zeit pendelte er häufig nach New York City, um sein Abgeordnetenmandat auszuüben und anderweitig politisch tätig zu sein. Dabei entstand im Studio des Fotografen George Grantham Bain eine Reihe von Aufnahmen, die ihn in verschiedenen Posen als Trapper mit Kleidung aus Hirschleder, einer Biberfellmütze, einem Patronengurt und einer Winchester zeigten. Die gesamte Verkleidung hatte Roosevelt seit 1883 zum alltäglichen Gebrauch und zur Selbstinszenierung erworben. Zu der Staffage gehörte auch ein Jagdmesser, das er 1884 bei Tiffany & Co. gekauft hatte. Es steht außer Zweifel, dass die Fotos zur weiteren Verbreitung und zur Imagepflege bestimmt waren. Beispielsweise wurde eine Aufnahme aus der Serie als Frontispiz seines 1885 erschienenen Buchs Hunting Trips of a Ranchman verwendet. Mit dem erkennbar gemalten Hintergrund und den aufgesetzten männlichen Posen wirkt Roosevelt auf heutige Betrachter kaum überzeugend. Auf Städter des späten 19. Jahrhunderts, die keinen Bezug zum „Wilden Westen“ hatten, wird er jedoch authentisch gewirkt haben. Die Diskrepanz zwischen der Realität und dem Bild, das er für Andere zeichnen wollte, muss Roosevelt bewusst gewesen sein. Seinem Freund Henry Cabot Lodge schrieb er, dass dieser sich über seinen Anblick amüsieren würde, mit seinem Sombrero, verziertem Hemd aus Hirschleder, Chaps aus Pferdeleder, Stiefeln aus Rindleder und silbernen Sporen. Am selben Tag schrieb er einer Schwester Bamie, dass er mit seiner ganzen Ausrüstung in der teuersten Ausführung wie ein richtiger Cowboy-Dandy aussieht.
Durch die drei Jahre als Rancher hatte Roosevelt sich bis 1886 eine sehr gute körperliche Verfassung, eine kräftige Stimme und ein selbstbewusstes Auftreten erworben. Während seines ganzen Lebens als Erwachsener führte er einen Lebensstil, den er 1899 in seiner Rede The Strenuous Life (deutsch in etwa: das anstrengende Leben oder das bemühte Leben) propagierte: viel körperliche Betätigung, vorzugsweise in der freien Natur, und das Überwinden auch großer Härten und starker Widerstände durch Zielstrebigkeit und energisches Handeln. Im übertragenen Sinn wurde das die Leitlinie seines politischen Lebens.

## Beschreibung
Theodore Roosevelts Jagdmesser von Tiffany & Co. wurde irgendwann im zweiten Halbjahr 1884 angefertigt. Es hat eine Stahlklinge von 7½ Zoll (etwa 19 Zentimeter) Länge, deren Schneide im vorderen Viertel leicht nach oben gebogen ist. Das vordere Viertel des Messerrückens fällt in einem Winkel von etwa 40 Grad zur Spitze ab. Auf der rechten Seite der Klinge ist eine Szene mit einem nach rechts laufenden Rudel aus einem Hirsch mit vier Kühen vor einem Dekor aus Ranken eingraviert. Die linke Seite zeigt zwei große Bären.
Das aus Sterlingsilber getriebene Heft hat einen runden Querschnitt und ist sechs Zoll (etwa 15 Zentimeter) lang. Sein Knauf ist rings um das knopfartige Nietknäufchen mit gezackten Blättern verziert, die an Ulmenblätter erinnern. Die rechte Seite des Hefts trägt den stark verschnörkelten Namenszug Theodore Roosevelts. Dadurch und durch das Fehlen der bei Serienprodukten üblichen Nummer ist bewiesen, dass es sich bei dem Messer um eine individuelle Auftragsarbeit handelt. Auf der linken Seite befindet sich eine Szene mit einem Pionier des „Wilden Westens“, langhaarig mit Schnauzbart, breitkrempigem Hut, Kleidung aus Hirschleder und mit einem Vorderladerpistole bewaffnet. Es handelt sich nicht um eine Darstellung Roosevelts, aber wahrscheinlich eine des von ihm verklärten Typen des Lederstrumpfs, in der Realität verkörpert durch amerikanische Pioniere wie Daniel Boone und Davy Crockett. Der weit ausladende Griffschutz ist mit der Darstellung von Blättern und Zweigen verziert. Von ihm geht auf den Seiten der Klinge je ein pilzförmiges Blatt aus, das in eine entsprechende Aufnahme der Scheide passt und das Messer dort fixiert.
Zu dem Jagdmesser gehört eine ebenfalls aus Sterlingsilber getriebene Scheide. Auf der Schauseite ist sie mit einer Jagdszene geschmückt, die zwei berittene Jäger inmitten einer Stampede von Bisons darstellt. Die andere Seite ist glatt. Auf der Scheide ist die Herstellermarke „TIFFANY & CO. M STERLING“ angebracht. Das „M“ steht für Edward Chandler Moore, der von 1868 bis zu seinem Tod im Jahr 1891 die Silberabteilung von Tiffany & Co. leitete.

## Nutzung

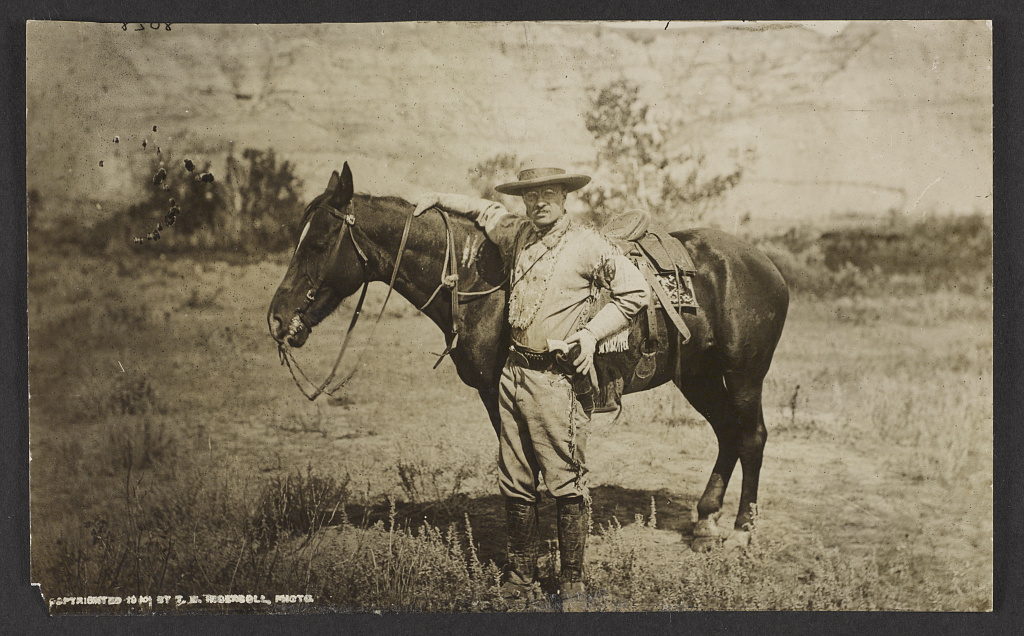
Roosevelt, zweckmäßig gekleidet in der Prärie, um 1886

Roosevelt hatte 1885 in seinen Hunting trips of a Ranchman die Eigenschaften eines guten Jagdmessers beschrieben: kräftig und scharf, nicht zu lang und mit einem runden Heft. In den Grundzügen entsprach sein Jagdmesser von Tiffany & Co. dieser Beschreibung. Die kunstvolle Ausführung schränkte den Nutzwert allerdings deutlich ein. Die Verdickung des Hefts in seiner Mitte erschwert den sicheren Griff und die übermäßige Verzierung des Griffschutzes stört, wenn die Hand das Heft weit vorne umfasst.
Das Messer zeigt dennoch deutliche Gebrauchsspuren, die eine intensive Nutzung belegen. Möglicherweise hat sich seine Bedeutung für Roosevelt während der Zeit im Dakota-Territorium gewandelt. Aus dem schmückenden Accessoire, mit dem Roosevelt sich als Jäger und Cowboy verkleidete, wurde das Werkzeug des Ranchers, der er in diesen Jahren geworden war. Einen solchen Wandel von Person und Ausstattung zeigen auch die Fotografien. Die Studioaufnahmen vor einem gemalten Hintergrund bilden den stark kurzsichtigen Roosevelt ohne Brille ab, während ihn spätere Aufnahmen in zweckmäßiger Kleidung und mit Brille zeigen.

## Verbleib
Theodore Roosevelts Jagdmesser blieb nach seinem Tod im Besitz der Familie Roosevelt. Vom Oktober 1998 bis zum November 1999 wurde es als Leihgabe im Rahmen der Ausstellung Theodore Roosevelt: Icon of the American Century in der National Portrait Gallery in Washington, D.C. gezeigt.

## Replikat
Die US-amerikanische Franklin Mint, ein Hersteller minderwertiger Sammlerobjekte aus oft hochwertigem Material, brachte 1988 ein Replikat des Messers als The Teddy Roosevelt Silver Knife heraus. Das Messer aus Sterlingsilber hat eine Länge von etwa 13 ½ Zoll (etwa 34,5 Zentimeter) mit einer 8 Zoll (etwa 20 Zentimeter) langen Klinge.
Das Replikat wurde in mindestens zwei verschiedenen Sets in kleinen verglasten Holzvitrinen angeboten. Das erste Set enthält das Messer und eine ebenfalls aus Sterlingsilber gefertigte Scheide. Das zweite Set enthält anstelle der Scheide eine in Silber gefertigte Attrappe einer Patrone mit der Signatur Roosevelts. Anbieter auf dem Sammlermarkt bringen das Replikat regelmäßig mit Theodore Roosevelts Prunkmesser in Verbindung, das 2016 für mehr als 400.000 US-Dollar versteigert wurde. Dieses Messer hat nichts mit dem Jagdmesser von Tiffany & Co. zu tun.